# Pseudodiaptomus longispinosus
Pseudodiaptomus longispinosus is een eenoogkreeftjessoort uit de familie van de Pseudodiaptomidae. De wetenschappelijke naam van de soort is voor het eerst geldig gepubliceerd in 1989 door Walter.